# Дряхлов, Иван Дмитриевич
Иван Дмитриевич Дряхлов (1900, Марфино, Мокшанский уезд, Пензенская губерния, Российская империя — 1976, Львов, Львовская область, Украинская ССР, СССР) — советский военный деятель, полковник, командир 266-й (1941), 34-й (1943), 340-й (1944), 167-й (1944—1945), 121-й дивизий (1945).

## Биография
Иван Дмитриевич Дряхлов родился 8 ноября 1900 года в деревне Марфино Мокшанского уезда Пензенской губернии.
В 1919 году был призван в Красную армию, служил в 3-м Вольском отдельном запасном батальоне. Принял участие в гражданской войне, сражался против отрядов Мамонтова. В марте 1920 года заболел тифом и отправлен был на лечение в Мокшан, а после излечения служил в Мокшанской караульной роте. Окончив пулемётные курсы комсостава РККА в Пензе, в 1921 году был назначен помощником начальника пулемётной команды 238-го стрелкового полка в Брянске. Отличившись в боях под Царицыном, был направлен на учёбу в Киевскую высшую военно-пехотную школу.
В апреле 1931 года стал начальником штаба 22-го стрелкового полка в Бобруйске. В июне 1937 года назначен на пост командира 87-го стрелкового полка в Дорогобуже. В мае 1939 года в звании майора стал командиром 364-го стрелкового полка, в этом качестве принял участие в советско-финляндской войне. В ночь с 3 на 4 декабря 1939 года полк под командованием Дряхлова с минимальными потерями выбил финнов из хорошо укреплённого района у деревни Айтакоски, захватив много пленных, 12 станковых пулемётов, 2 автомашины и большое количество военного имущества. Под шквальным огнём лично организовал переправу через взорванный мост и не дал финнам возможности укрепиться на следующем рубеже. Был контужен, но остался в строю. В июне 1940 года был назначен начальником пехоты 139-й стрелковой дивизии.
C июля по август 1941 года был командиром 266-й стрелковой дивизии. Участвовал в Киевской оборонительной операции, попал в окружение, но смог выйти из него вместе с группой начальственного состава, переодевшись в гражданскую одежду и сохранив партбилет. После прохождения проверки, в декабре 1941 года стал командиром 10-й запасной стрелковой бригады. В сентябре 1942 года назначен начальником штаба 126-й стрелковой дивизии. Участвовал в боях в районе Купоросного и Котельниково.
C февраля по март 1943 года был командиром 34-й гвардейской стрелковой дивизии. Также был начальником штаба и заместителем командира 248-й стрелковой дивизии, а затем окончил ускоренный курс Высшей военной академии имени Ворошилова. C января по апрель 1944 года был командиром 340-й стрелковой дивизии. Участвовал в Корсунь-Шевченковской наступательной операции. C июля 1944 года по февраль 1945 года был командиром 167-й стрелковой дивизии. Участвовал в Западно-Карпатской операции. C апреля по май 1945 года был командиром 121-й стрелковой дивизии. Участвовал в Моравско-Остравской и Пражской наступательных операциях.
Упомянут в приказах верховного главнокомандующего маршала Советского Союза И. В. Сталина за отличие в боях за овладение городом Дрогобыч (6 августа 1944 г.), в боях за преодоление Карпат (18 октября 1944 г.), в боях за овладение городами Новы-Сонч, Прешов, Кошице и Бардеёв (20 января 1945 г.), в боях за овладение городом Новы-Тарг (29 января 1945 г.), в боях за овладение городами Моравска-Острава и Жилина (30 апреля 1945 г.), в боях за овладение городом Цешин (3 мая 1945 г.), в боях за овладение городом Оломоуц (8 мая 1945 г.).
После окончания войны служил заместителем командира 48-го стрелкового корпуса. В 1946 году в звании полковника был уволен в запас. Часто ездил по местам боевой славы в Чехословакию и Польшу. Жил во Львове, где и скончался в 1976 году.

## Награды
Советские
- Орден Ленина (30 декабря 1939 года)[2].
- Орден Ленина (21 февраля 1945 года)[24].
- Орден Красного Знамени (3 октября 1944 года)[25]
- Орден Красного Знамени (3 ноября 1944 года)[26].
- Орден Суворова II степени (23 мая 1945)[27]
- Медали[2].

Иностранные
- Звание «Почётный гражданин города Новы-Тарг» (11 октября 1973 года)[28][1][29][30].